# Володарська селищна рада (Свердловськ)
Володарська се́лищна ра́да — орган місцевого самоврядування у складі Свердловської міської ради Луганської області. Адміністративний центр — селище міського типу Володарськ.

## Загальні відомості
- Володарська селищна рада утворена в 1938 році.
- Територія ради: 11,01 км²
- Населення ради: 4 397 осіб (станом на 2001 рік)

## Населені пункти
Селищній раді підпорядковані населені пункти:
- смт Володарськ
- смт Павлівка

## Склад ради
Рада складається з 30 депутатів та голови.
- Голова ради: Андрієвский Дмитро Леонідович
- Секретар ради: Єжова Зоя Олександрівна

### Керівний склад попередніх скликань
| ПІБ                           | Основні відомості                                                                     | Дата обрання | Дата звільнення |
| ----------------------------- | ------------------------------------------------------------------------------------- | ------------ | --------------- |
| Буханов Леонід Семенович      | Селищний голова, 1952 року народження, безпартійний                                   | 26.03.2006   | 31.10.2010      |
| Андрієвский Дмитро Леонідович | Селищний голова, 1976 року народження, освіта вища, член Комуністичної партії України | 31.10.2010   |                 |

Примітка: таблиця складена за даними джерела

### Депутати
За результатами місцевих виборів 2010 року депутатами ради стали:

#### За суб'єктами висування
| Суб'єкт висування           | Кількість обраних депутатів | %    |
| --------------------------- | --------------------------- | ---- |
| Партія регіонів             | 16                          | 53,3 |
| Комуністична партія України | 11                          | 36,7 |
| Самовисування               | 2                           | 6,7  |
| Єдиний Центр                | 1                           | 3,3  |

#### За округами
| № округу                    | Прізвище, ім'я, по батькові    | Дата визнання обраним | Освіта                    | Партійна приналежність            | Відомості про обраного депутата                                     |
| --------------------------- | ------------------------------ | --------------------- | ------------------------- | --------------------------------- | ------------------------------------------------------------------- |
| Єдиний Центр                |                                |                       |                           |                                   |                                                                     |
| 2                           | Михайлідис Юрій Євстафійович   | 01.11.2010            | Освіта вища               | член Єдиного Центру               | Свердловська виховна колонія, заступник директора з виховної роботи |
| Комуністична партія України |                                |                       |                           |                                   |                                                                     |
| 1                           | Ковальов Костянтин Іванович    | 01.11.2010            | Освіта середня            | позапартійний                     | ТОВ «Східна вугільна компанія», електрослюсар підземний             |
| 5                           | Балуєв Віталій Станиславович   | 01.11.2010            | Освіта середня            | позапартійний                     | ТОВ «Східна вугільна компанія», електрослюсар підземний             |
| 6                           | Андрієвська Наталія Вікторівна | 01.11.2010            | Освіта середня спеціальна | позапартійна                      | тимчасово не працює                                                 |
| 7                           | Юсупкина Клавдія Павлівна      | 01.11.2010            | Освіта середня спеціальна | позапартійна                      | пенсіонер                                                           |
| 11                          | Плетень Олена Миколаївна       | 01.11.2010            | Освіта середня спеціальна | позапартійна                      | Свердловський професійний ліцей, бухгалтер                          |
| 13                          | Шульгін Віктор Миколайович     | 01.11.2010            | Освіта середня            | член Комуністичної партії України | пенсіонер                                                           |
| 21                          | Динька Людмила Вікторівна      | 01.11.2010            | Освіта середня спеціальна | член Комуністичної партії України | Свердловський міськком КПУ, завідувачка організаційного відділу     |
| 22                          | Ханіна Раїса Пилипівна         | 01.11.2010            | Освіта середня            | член Комуністичної партії України | пенсіонер                                                           |
| 24                          | Єжова Зоя Олександрівна        | 01.11.2010            | Освіта середня спеціальна | член Комуністичної партії України | ВП «Енергоуправління», електромонтер                                |
| 26                          | Усов Василь Михайлович         | 01.11.2010            | Освіта середня            | член Комуністичної партії України | пенсіонер                                                           |
| 27                          | Репін Микола Іванович          | 01.11.2010            | Освіта середня            | член Комуністичної партії України | пенсіонер                                                           |
| Партія регіонів             |                                |                       |                           |                                   |                                                                     |
| 3                           | Кондакова Ірина Аркадіївна     | 01.11.2010            | Освіта середня            | позапартійна                      | Територіальний центр, соціальний працівник                          |
| 4                           | Новіков Борис Миколайович      | 01.11.2010            | Освіта середня            | член Партії регіонів              | Національна енергетична компанія «Укренерго», охоронець             |
| 8                           | Ісаєва Наталія Володимирівна   | 01.11.2010            | Освіта середня спеціальна | позапартійна                      | Лікарська амбулаторія, старша медична сестра                        |
| 9                           | Попандопуло Зінаїда Миколаївна | 01.11.2010            | Освіта середня            | член Партії регіонів              | пенсіонер                                                           |
| 10                          | Обжорін Сергій Володимирович   | 01.11.2010            | Освіта середня            | член Партії регіонів              | ВП «Шахта ім. Свердлова», електрослюсар                             |
| 14                          | Сидорова Інна Петрівна         | 01.11.2010            | Освіта вища               | член Партії регіонів              | Павлівська загальноосвітня школа, вчитель фізичної культури         |
| 15                          | Топчий Віра Петрівна           | 01.11.2010            | Освіта середня спеціальна | позапартійна                      | тимчасово не працює                                                 |
| 16                          | Короленко Сергій Миколайович   | 01.11.2010            | Освіта середня            | позапартійний                     | ВП «Шахта ім. Свердлова», слюсар підземний                          |
| 17                          | Ткачова Світлана Володимирівна | 01.11.2010            | Освіта вища               | член Партії регіонів              | ТОВ «Луганськвода», старший контролер                               |
| 18                          | Дяченко Наталія Олексіївна     | 01.11.2010            | Освіта середня спеціальна | позапартійна                      | ТОВ «Східна вугільна компанія», машиніст підземних установок        |
| 19                          | Григор'єв Сергій Михайлович    | 01.11.2010            | Освіта середня            | позапартійний                     | ДП «Шахта ім. Дзержинського», прохідник підземний                   |
| 20                          | Бондаренко Лариса Сергіївна    | 01.11.2010            | Освіта середня            | позапартійна                      | яслі-садок «Лілія», помічник вихователя                             |
| 23                          | Науменко Андрій Іванович       | 01.11.2010            | Освіта середня            | член Партії регіонів              | Свердловський професійний ліцей, майстер виробничого навчання       |
| 25                          | Обжорін Володимир Миколайович  | 01.11.2010            | Освіта середня            | позапартійний                     | пенсіонер                                                           |
| 28                          | Тимошенко Світлана Вікторівна  | 01.11.2010            | Освіта середня            | член Партії регіонів              | Клуб ім. Куйбишева, с. Павлівка, завідувачка                        |
| 29                          | Чичканьова Валентина Дмитрівна | 01.11.2010            | Освіта середня            | член Партії регіонів              | пенсіонер                                                           |
| Самовисування               |                                |                       |                           |                                   |                                                                     |
| 12                          | Огли Володимир Олексійович     | 01.11.2010            | Освіта середня            | позапартійний                     | ВП «Шахта ім. Свердлова», гірничий майстер                          |
| 30                          | Черних Олександр Дмитрович     | 01.11.2010            | Освіта середня            | позапартійний                     | ВП «Шахта ім. Свердлова», гірник                                    |